# Sigebert III
Sigebert III, również: Sigisbert, Święty Zygisbert (ur. 630, zm. 1 lutego 656 prawd. w Metzu) – król Austrazji w latach ok. 633/34–656, syn Dagoberta I i Ragnetrudy, święty Kościoła katolickiego.
W chwili śmierci Dagoberta, Austrazja przypadła Sigebertowi. Arystokracja Austrazji posiadała pewną autonomię, zatem obejmując tron po ojcu, Sigebert musiał obiecać, że spełni jej żądania. Pod opieką Pepina młody król wzrastał do dorosłości w bardzo pobożnej atmosferze. Jego wychowawcami było kilku późniejszych świętych.
Na próżno próbował włączyć Turyngię do swego królestwa, został pokonany przez księcia Radulfa w 640. Choć miał tylko dziesięć lat, już dowodził wojskiem. Kronika Fredegara mówi, że król płakał, gdy spadł z konia. Z tego możemy przypuszczać, że część odpowiedzialności za upadek dynastii Merowingów ponosi młody wiek królów w chwili wstąpienia na tron i, co za tym idzie, konieczność regencji lub rządów majordoma. Zarówno Sigebert, jak i jego młodszy brat Chlodwig II, który rządził w Neustrii, byli małymi dziećmi, które nie mogły walczyć na polu bitwy i których regenci mieli własne ambitne plany.
To za jego panowania majordom pałacu królewskiego w Austrazji stał się najważniejszą osobą w państwie Franków. Rządcy Grimoaldowi, synowi Pepina I, udało się przekonać króla, aby ten adoptował jego syna Childeberta. Kiedy wreszcie Sigebertowi urodził się syn (przyszły Dagobert II), majordom Grimoald I poczuł się zagrożony i zesłał młodego Dagoberta do Irlandii. Sigibert został zamordowany w wyniku spisku w wieku 26 lat.
Choć nie miał sukcesów jako król, ufundował wiele klasztorów (m.in. w Cugnon, Malmedy i Stavelot), szpitali oraz kościołów i dobrze zapisał się w pamięci Nancy, które powstało za jego czasów.
Sigebert III został opisany jako pierwszy z tzw. gnuśnych królów.

## Kult
Nad grobem św. Zygisberta w Metzu wybudowano w XII w. kościół św. Marcina. Jego zwłoki zostały zbezczeszczone podczas Rewolucji Francuskiej, ale relikwie znajdujące się w katedrze w Nancy nadal są miejscem czci.
Jego wspomnienie liturgiczne obchodzone jest w Kościele katolickim w dies natalis (1 lutego).
Święty Zygisbert jest patronem Nancy i Lotaryngii oraz orędownikiem przeciw deszczowi i pechowi.